# Hosszúfarkú gébics
A hosszúfarkú gébics (Lanius schach) a madarak osztályának verébalakúak (Passeriformes) rendjén belül a gébicsfélék (Laniidaee) családjába tartozó faj.

## Rendszerezése
A fajt Carl von Linné svéd természettudós írta le 1758-ban.

## Alfajai
- Lanius schach bentet Horsfield, 1821
- Lanius schach caniceps Blyth, 1846
- Lanius schach erythronotus (Vigors, 1831)
- Lanius schach longicaudatus Ogilvie-Grant, 1902
- Lanius schach nasutus Scopoli, 1786
- Lanius schach schach Linnaeus, 1758
- Lanius schach stresemanni Mertens, 1923
- Lanius schach suluensis (Mearns, 1905)
- Lanius schach tricolor Hodgson, 1837[2]

## Előfordulása
Ázsia területén honos, augusztus végén délre vonul. A Himalájában 3400 méter magasságban is megtalálható. Természetes élőhelyei a mérsékelt övi sivatagok, szubtrópusi és trópusi gyepek és cserjések, lápok és mocsarak környékén, valamint ültetvények, szántóföldek, vidéki kertek és városi régiók.

### Kárpát-medencei előfordulása
Egy alkalommal észlelték a Hanságban, de valószínűleg egy másik gébicsfaj hibridje volt.

## Megjelenése
Testhossza 25 centiméter, testtömege 50-53 gramm. Feje teteje szürke, fekete szemsávja van, torka fehér. A többi gébicshez képest hosszabb a farka.
|  |  |

## Életmódja
Főként rovarokkal táplálkozik, de a madártojásokat és fiókákat is megeszi.

## Szaporodás
Ágacskákból készíti fészkét, szőrrel és tollakkal béleli ki. Fészekalja 4-6 tojásból áll.
|  |

## Természetvédelmi helyzete
Az elterjedési területe rendkívül nagy, egyedszáma pedig ismeretlen. A Természetvédelmi Világszövetség Vörös listáján nem fenyegetett fajként szerepel.